# Jean-Pierre Papin
Jean-Pierre Papin (Boulogne-sur-Mer, 5 de noviembre de 1963) es un exfutbolista francés,  Pelé lo nombró como uno de los 100 futbolistas vivos más importantes en 2004. Actualmente es entrenador.

## Trayectoria
Anotó 30 goles para la selección de fútbol de Francia en 54 partidos de 1984 a 1995. Disputó la Copa del Mundo de 1986 en donde marcó el gol número 1.200 de la historia de los mundiales frente a Canadá. En dicho mundial, Francia acabó en tercer lugar y también en la Eurocopa 1992 en Suecia. Era famoso por sus retrocesos de la bicicleta, que la prensa francesa apodó "Papinades", en honor a su nombre. A nivel de clubes, anotó un total de 157 goles en 254 partidos con el Olympique de Marsella.
Su traspaso al AC Milan significó un nuevo récord monetario en la época. En 1998, Jean Pierre Papin abandonó el fútbol a la edad de 35 años.
Diez años después de haberse retirado, y después de haber ejercido el cargo de entrenador por varias temporadas, Papin decidió volver al fútbol a los 45 años de edad, para dirigir al AS Facture-Biganos Boiens, que en ese entonces jugaba para la décima categoría del fútbol francés.

### Participaciones en Copas del Mundo
| Mundial                        | Sede   | Resultado    | PJ | Goles |
| ------------------------------ | ------ | ------------ | -- | ----- |
| Copa Mundial de Fútbol de 1986 | México | Tercer lugar | 4  | 2     |

## Clubes

### Como jugador
| Club                      | País          | Año         | PJ  | Goles |
| ------------------------- | ------------- | ----------- | --- | ----- |
| INF Vichy                 | Francia       | 1983 - 1984 | 29  | 10    |
| Valenciennes              | Francia       | 1984 - 1985 | 33  | 15    |
| Club Brujas               | Bélgica       | 1985 - 1986 | 35  | 26    |
| Olympique de Marsella     | Francia       | 1986 - 1992 | 244 | 185   |
| AC Milan                  | Italia        | 1992 - 1994 | 53  | 25    |
| Bayern de Múnich          | Alemania      | 1994 - 1996 | 35  | 6     |
| Girondins de Bordeaux     | Francia       | 1996 - 1998 | 57  | 22    |
| En Avant de Guingamp      | Francia       | 1998        | 9   | 3     |
| AS Facture-Biganos Boiens | Francia       | 2009        |     |       |
| Total carrera             | Total carrera | 1983 - 1998 | 495 | 292   |

### Como entrenador
| Club                 | País    | Año       |
| -------------------- | ------- | --------- |
| FC Bassin d'Arcachon | Francia | 2004-2006 |
| RC Estrasburgo       | Francia | 2006-2007 |
| Racing Club          | Francia | 2007-2008 |
| LB Châteauroux       | Francia | 2010      |
| FC Bassin d'Arcachon | Francia | 2014-2015 |
| FC Chartres          | Francia | 2020-2022 |

## Palmarés

### Títulos nacionales
| Título              | Club                  | País    | Año     |
| ------------------- | --------------------- | ------- | ------- |
| Copa de Bélgica     | Club Brujas           | Bélgica | 1985-86 |
| Division 1          | Olympique de Marsella | Francia | 1988-89 |
| Copa de Francia     | Olympique de Marsella | Francia | 1988-89 |
| Division 1          | Olympique de Marsella | Francia | 1989-90 |
| Division 1          | Olympique de Marsella | Francia | 1990-91 |
| Division 1          | Olympique de Marsella | Francia | 1991-92 |
| Supercopa de Italia | AC Milán              | Italia  | 1992    |
| Serie A             | AC Milán              | Italia  | 1992-93 |
| Supercopa de Italia | AC Milán              | Italia  | 1993    |
| Serie A             | AC Milán              | Italia  | 1993-94 |

### Títulos internacionales
| Título                       | Club             | Sede     | Año     |
| ---------------------------- | ---------------- | -------- | ------- |
| Liga de Campeones de la UEFA | AC Milán         | Grecia   | 1993-94 |
| Copa de la UEFA              | Bayern de Múnich | Alemania | 1995-96 |

### Distinciones individuales
| Distinción                                                     | Año              |
| -------------------------------------------------------------- | ---------------- |
| Máximo goleador de la Division 1 (19 goles)                    | 1988             |
| Máximo goleador de la Division 1 (22 goles)                    | 1989             |
| Jugador Francés del Año                                        | 1989, 1991       |
| Once de Bronce                                                 | 1989, 1990, 1992 |
| Máximo goleador de la Division 1 (30 goles)                    | 1990             |
| Máximo goleador de la Liga de Campeones (6 goles) (compartido) | 1990             |
| Máximo goleador de la Division 1 (23 goles)                    | 1991             |
| Máximo goleador de la Liga de Campeones (6 goles) (compartido) | 1991             |
| Balón de Oro                                                   | 1991             |
| FIFA World Player (2º)                                         | 1991             |
| Once de Oro                                                    | 1991             |
| Mejor goleador del mundo según la IFFHS                        | 1991             |
| Máximo goleador de la Division 1 (27 goles)                    | 1992             |
| Máximo goleador de la Liga de Campeones (7 goles) (compartido) | 1992             |
| Galardonado como FIFA 100                                      | 2004             |

## Curiosidades
- Como homenaje, en el manga Captain Tsubasa (serie más conocida en países hispanohablantes como (Supercampeones) aparece un personaje basado en él, Pierre El Cid, que es el capitán francés, el número diez, y capitán de su selección.
- En el FIFA 12 se encuentra homenajeado con el nombre de J.PAPIN y se encuentra en el equipo del siglo XXI compartiéndolo con otros grandes jugadores. Es el delantero de mayor nivel en todo el videojuego.
- En el FIFA 16 apareció nuevamente homenajeado en el equipo del siglo XXI, compartiendo el equipo con jugadores como Éric Cantona y Cha Bum-Kun.
- En la saga de videojuegos y anime Inazuma Eleven Go aparece un jugador llamado Jean-Pierre Lapin en lo que probablemente es un homenaje a este jugador. Pero a diferencia de él juega como defensa y portero.